# بیست و پنجمین دوره جام ملت‌های خلیج
بیست و پنجمین دوره جام خلیج فارس بیست و پنجمین دوره جام ملت‌های خلیج فارس مسابقات فوتبال دوسالانه برای هشت عضو عربی فدراسیون فوتبال جام خلیج فارس خواهد بود. در این مسابقات که به میزبانی بصره عراق برگزار می‌شود ۸ تیم شرکت خواهند کرد..

## تیم‌ها
- عراق (میزبان)
- بحرین (مدافع عنوان قهرمانی)
- عربستان سعودی
- امارات متحدهٔ عربی
- قطر
- کویت
- عمان
- یمن

## ورزشگاه‌ها
- ورزشگاه بصره
- ورزشگاه المینا

## شبکه‌های دارای حق پخش
- شبکه ورزش (عراق)
- شبکه چهار ورزشی
- شبکه ۱ ورزشی عربستان سعودی
- شبکه ۱ ورزشی دبی
- شبکه ۱ ورزشی ابوظبی
- شبکه الکأس ۱
- شبکه ورزش (کویت)
- شبکه ورزش (عمان)
- شبکه ۱ ورزشی بحرین
- شبکه ورزش (شارجه)

## مرحله گروهی

### گروه اول
| رتبه | تیم           | بازی | برد | مساوی | باخت | گل زده | گل خورده | گل تفاضل | امتیاز | صلاحیت             |
| ---- | ------------- | ---- | --- | ----- | ---- | ------ | -------- | -------- | ------ | ------------------ |
| ۱    | عراق          | ۳    | ۲   | ۱     | ۰    | ۷      | ۰        | ۷+       | ۷      | صعود به نیمه نهایی |
| ۲    | عمان          | ۳    | ۲   | ۱     | ۰    | ۵      | ۳        | ۲+       | ۷      | صعود به نیمه نهایی |
| ۳    | عربستان سعودی | ۳    | ۱   | ۰     | ۲    | ۳      | ۴        | ۱−       | ۳      |                    |
| ۴    | یمن           | ۳    | ۰   | ۰     | ۳    | ۲      | ۱۰       | ۸−       | ۰      |                    |

- ۶ ژانویه ۲۰۲۳
- عراق ۰ - ۰ عمان
- یمن ۰ - ۲ عربستان سعودی

- ۹ ژانویه ۲۰۲۳
- عمان ۳ - ۲ یمن
- عربستان سعودی ۰ - ۲ عراق

- ۱۲ ژانویه ۲۰۲۳
- عراق ۵ - ۰ یمن
- عربستان سعودی ۱ - ۲ عمان

### گروه دوم
| رتبه | تیم               | بازی | برد | مساوی | باخت | گل زده | گل خورده | گل تفاضل | امتیاز | صلاحیت             |
| ---- | ----------------- | ---- | --- | ----- | ---- | ------ | -------- | -------- | ------ | ------------------ |
| ۱    | بحرین             | ۳    | ۲   | ۱     | ۰    | ۵      | ۳        | ۲+       | ۷      | صعود به نیمه نهایی |
| ۲    | قطر               | ۳    | ۱   | ۱     | ۱    | ۴      | ۳        | ۱+       | ۴      | صعود به نیمه نهایی |
| ۳    | کویت              | ۳    | ۱   | ۱     | ۱    | ۲      | ۳        | ۱−       | ۴      |                    |
| ۴    | امارات متحدهٔ عربی | ۳    | ۰   | ۱     | ۲    | ۲      | ۴        | ۲−       | ۱      |                    |

- ۷ ژانویه ۲۰۲۳
- بحرین ۲ - ۱ امارات متحده عربی
- کویت ۰ - ۲ قطر

- ۱۰ ژانویه ۲۰۲۳
- قطر ۱ - ۲ بحرین
- امارات متحده عربی ۰ - ۱ کویت

- ۱۳ ژانویه ۲۰۲۳
- قطر ۱ - ۱ امارات متحده عربی
- بحرین ۱ - ۱ کویت

## نیمه‌ نهایی
| عراق                               | ۱-۲   | قطر             |
| ---------------------------------- | ----- | --------------- |
| - ابراهیم بایش '۱۹ - ایمن حسین '۴۳ | گزارش | - عمرو سراج '۲۸ |

| بحرین | ۱-۰   | عمان               |
| ----- | ----- | ------------------ |
|       | گزارش | - جمیل الیحمدی '۸۳ |

## فینال
| عراق                                                             | ۲-۳ (و.ا.) | عمان                                               |
| ---------------------------------------------------------------- | ---------- | -------------------------------------------------- |
| - ابراهیم بایش '۲۴ - امجد عطوان (پنالتی) '۱۱۶ - مناف یونس '۲+۱۲۰ | گزارش      | - صلاح الیحیائی (پنالتی) '۱۰+۹۰ - عمر المالکی '۱۱۹ |